# Glossosoma neffi
Glossosoma neffi là một loài Trichoptera trong họ Glossosomatidae. Chúng phân bố ở miền Cổ bắc.